# Chrysophyllum imperiale
Chrysophyllum imperiale es una especie de plantas de la familia  de las sapotáceas

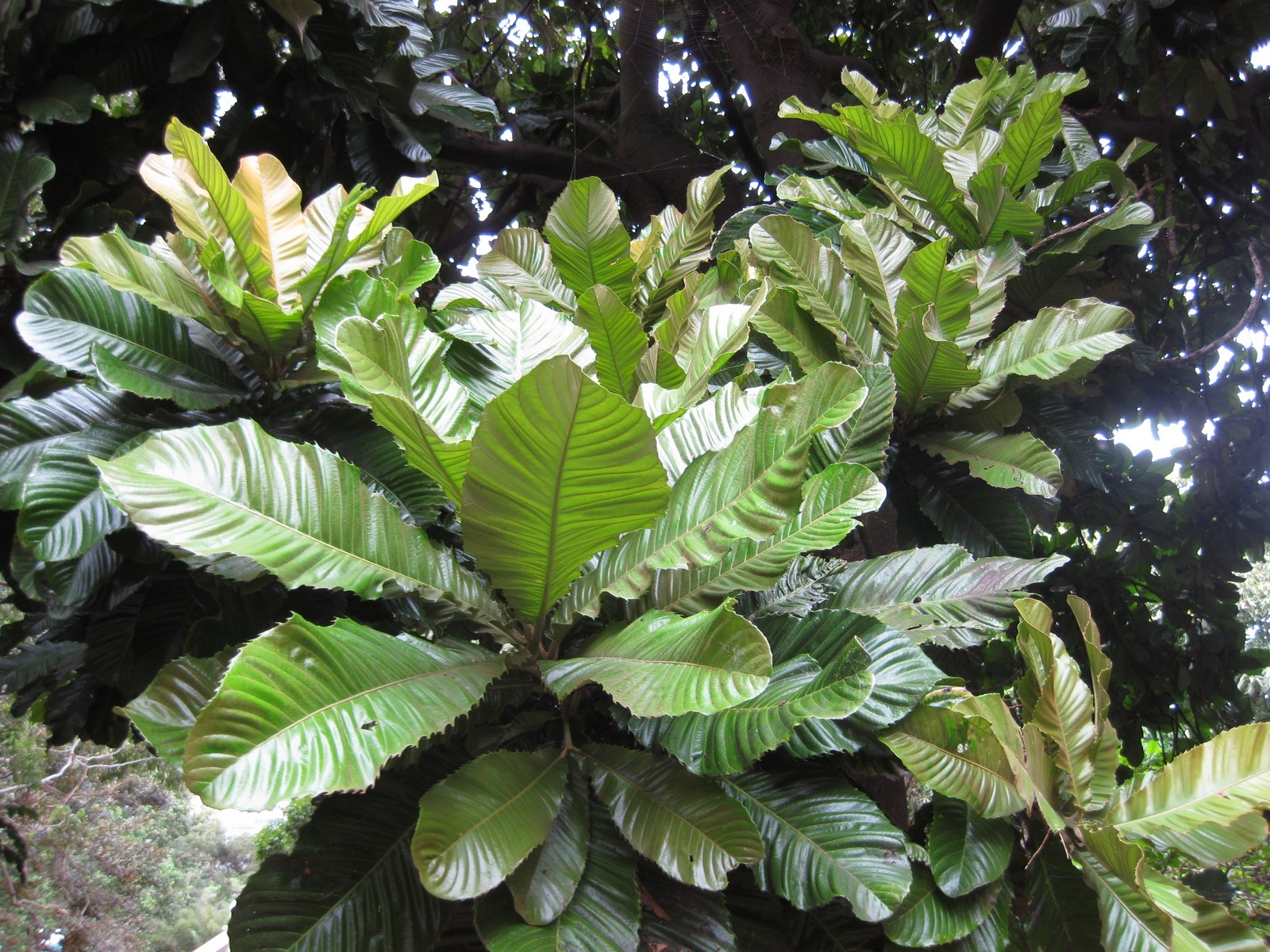
Hojas

## Descripción
Árbol que alcanza 12-25 m; hojas simples, 5 × 2 dm; flores pequeñas, claras; fruto ovalado, amarillo, macizo, 5 × 2 cm, muy sabroso; semillas duras, pardas, achatadas.

## Ecología
Endémico de la región de Río de Janeiro, más específicamente de las costas bajas, que hoy está totalmente urbanizada. Por lo que está amenazada por pérdida de hábitat. Era abundante en la época colonial, pero ahora está extinta en su hábitat natural.
De madera muy dura.

## Curiosidades
En el Jardín Botánico Carlos Thays de Buenos Aires existe un espécimen ubicado detrás del edificio central.

## Taxonomía
Chrysophyllum imperiale fue descrita por (Linden ex K.Koch & Fintelm.) Benth. & Hook.f. y publicado en Genera Plantarum 2: 653. 1876.
Sinonimia
- Chloroluma imperialis (Linden ex K.Koch & Fintelm.) Aubrév.
- Martiusella imperialis (Linden ex K.Koch & Fintelm.) Pierre
- Planchonella imperialis (Linden ex K. Koch & Fintelm.) Baehni
- Theophrasta imperialis Linden ex K.Koch & Fintelm.[3]
- Curatella imperialis (Pierre) Baill.[4]

## Nombres comunes
Guapeba, marmolado del bosque, árbol del emperador, Royal tree (Australia).